# Lophopogon
Lophopogon es un género de plantas herbáceas de la familia de las poáceas. Es originario de la India y Sri Lanka.

## Especies
- Lophopogon duthiei
- Lophopogon intermedius
- Lophopogon kingii
- Lophopogon tenax
- Lophopogon tridentatus
- Lophopogon truncatiglumis